# Scatella immaculata
Scatella immaculata är en tvåvingeart som beskrevs av Malloch 1925. Scatella immaculata ingår i släktet Scatella och familjen vattenflugor. Inga underarter finns listade i Catalogue of Life.